# Bourovec ostružiníkový
Bourovec ostružiníkový (Macrothylacia rubi), známý také jako bourovec ostružinový, je noční motýl z čeledi bourovcovitých, vyskytující se mimo jiné i na území České republiky. Zde patří vzrůstem mezi větší bourovce. Je známý především pro své nápadně dlouhé, černohnědě chlupaté housenky, které se na podzim hojně objevují na výslunných polních cestách i jinde ve stepní krajině.

## Rozšíření
Areál rozšíření druhu leží především v Evropě, ale zasahuje až na jih Sibiře.

Preferuje otevřené, spíše sušší biotopy. Hojně se objevuje ve stepních a lesostepních oblastech, na travnatých pasekách, ale i na vřesovištích. Drží se spíše v nižších nadmořských výškách.

## Popis

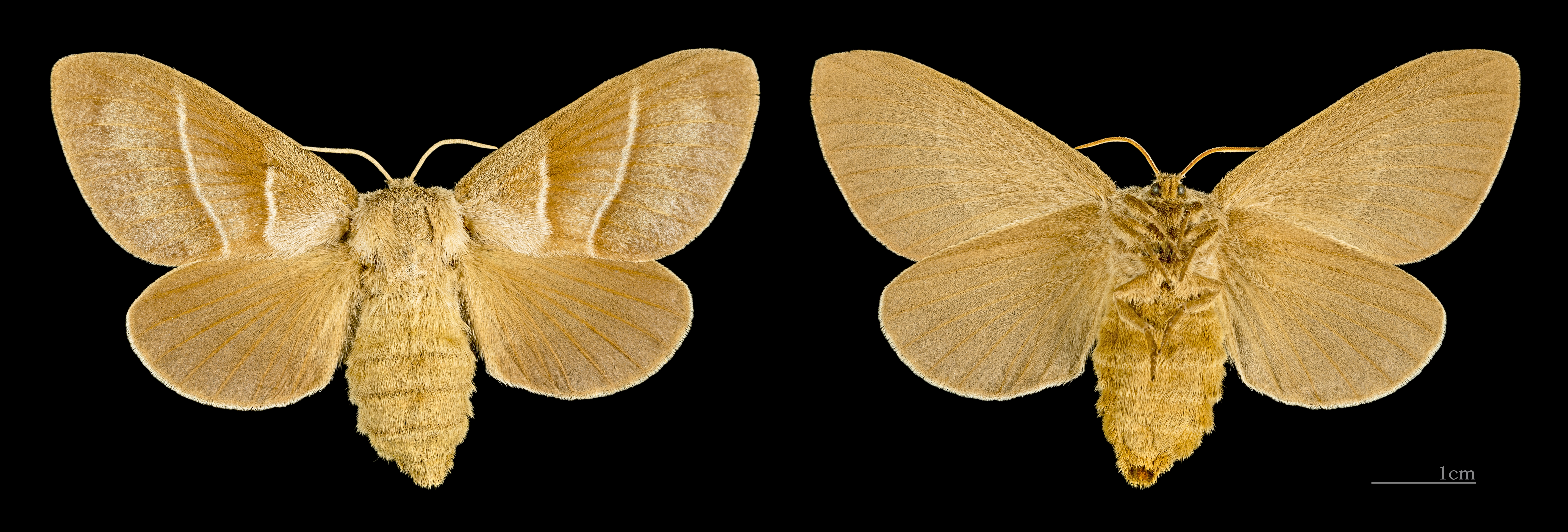
Sbírkový exemplář (samice)
(svrchní a spodní pohled)

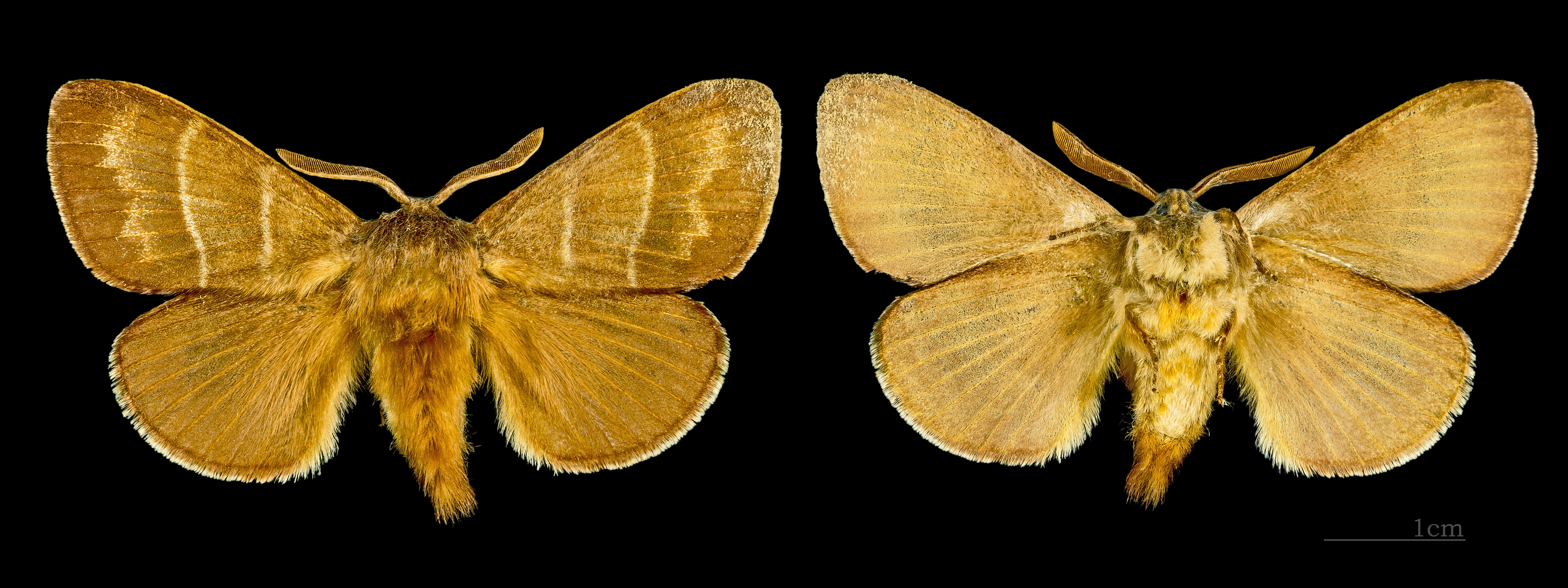
Sbírkový exemplář (samec)
(svrchní a spodní pohled)

Imaga obou pohlaví se od sebe znatelně liší – samice jsou vždy větší (délka předního křídla 27–33 mm) než samci (délka předního křídla 24–26 mm). Základní barvou samic je šedá až zelenavě šedohnědá, samci jsou zbarveni více do rudohněda. Přední křídla jsou zhruba v polovině délky přepažena dvojicí světlejších proužků, které jsou u samců zřetelnější než u samic. Zadní křídla jsou u obou pohlaví jednobarevná (u samic žlutavě šedá, u samců hnědošedá). Tělo má vždy barvu shodnou s předními křídly jedince. Důležitým znakem jsou tykadla (u samců nápadně hřebenitá).
Vajíčka jsou lesklá, šedohnědě zbarvená.
Housenky bourovce ostružiníkového jsou v mládí černé se žlutými zářezy mezi tělními články, později žluté kroužky mizí a starší housenky jsou už celé tmavě rudohnědé. Tělo je pokryto hustým porostem dlouhých, černohnědých chlupů, hlava je sametově černá. Před kuklením měří housenky 6–7 cm.
Kukla je černá, tlustá a válcovitá, s nápadnými rudohnědými zářezy mezi články zadečku. Je uložena v měkkém, šedavém kokonu.

## Bionomie
Bourovec ostružiníkový se vyskytuje v jediné generaci, jejíž vývoj probíhá zvolna během celého roku. Motýli se začínají objevovat v květnu, na přelomu května a června jsou nejhojnější a s koncem července doba jejich výskytu končí. Přes den je někdy možné zpozorovat létající samce, kteří se přemisťují rychlým, klikatým letem nízko nad zemí, přičemž hledají samice. Ty se přes den ukrývají v travních porostech a létají až v noci. Po setmění je silně přitahují umělé zdroje světla, kde ale často nacházejí smrt. Samice, kterým se podaří spářit se a přežít, kladou vajíčka ve skupinkách okolo 20 kusů na listy nejrůznějších rostlin bylinného patra.

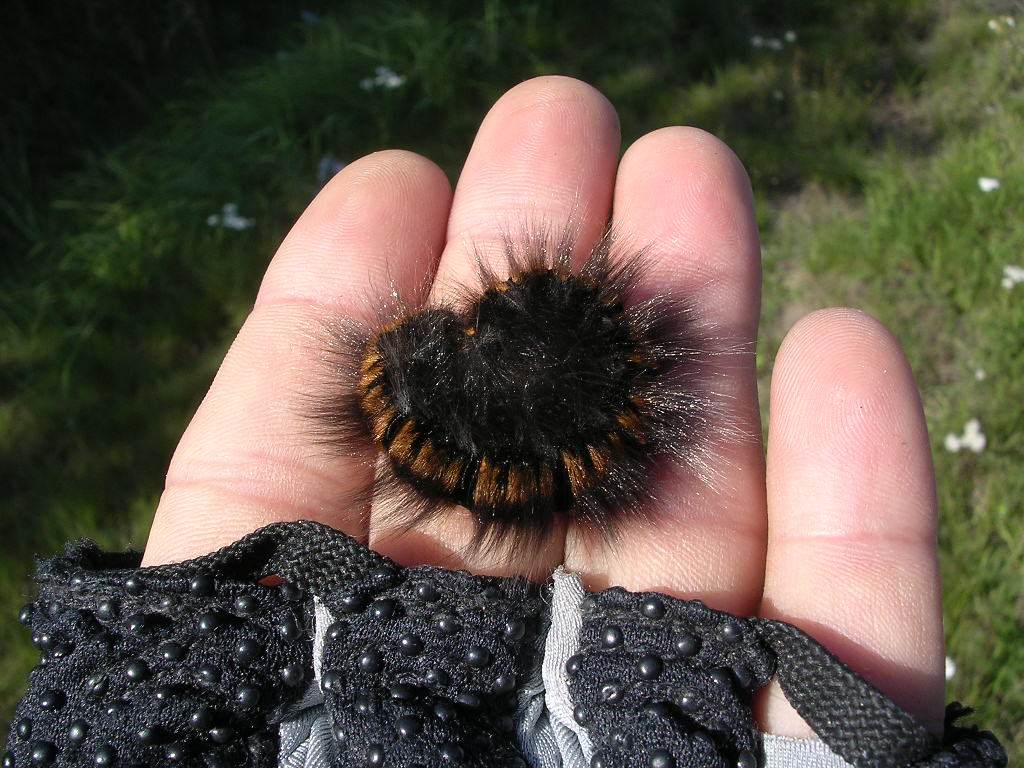
Housenka v obranném klubíčku

Housenky se z vajíček líhnou přibližně po měsíci, zpravidla ještě v červenci. Při volbě potravy jsou silně polyfágní – živí se širokým spektrem rostlin od jednoletek až po listnaté stromy. Mezi nejčastější živné rostliny patří ostružiník a maliník, ale požírají také mochnu husí, jahodník či jetel.
 Housenky milují teplo a rády se sluní. Setkat se s nimi lze zejména na podzim, kdy v hojných počtech putují krajinou a hledají si vhodné místo pro přezimování. Při vyrušení, nebo jsou-li uchopeny do ruky, stáčejí se housenky do pevného klubíčka, ze kterého se jen neochotně rozmotávají. Obecně však není vhodné brát housenky bourovců do rukou, neboť jejich jemné chloupky mohou u přecitlivělých osob při neopatrné manipulaci způsobovat kožní alergie a vyrážky. Zimu přečkávají plně vzrostlé housenky v klidovém režimu; na jaře po oteplení (zpravidla v dubnu) se rozlézají a bez dalšího žíru se kuklí. Vytvářejí si měkký, šedý zámotek mezi přízemním rostlinstvem.
Další generace motýlů se z kukel líhne přibližně po třech týdnech.

## Galerie

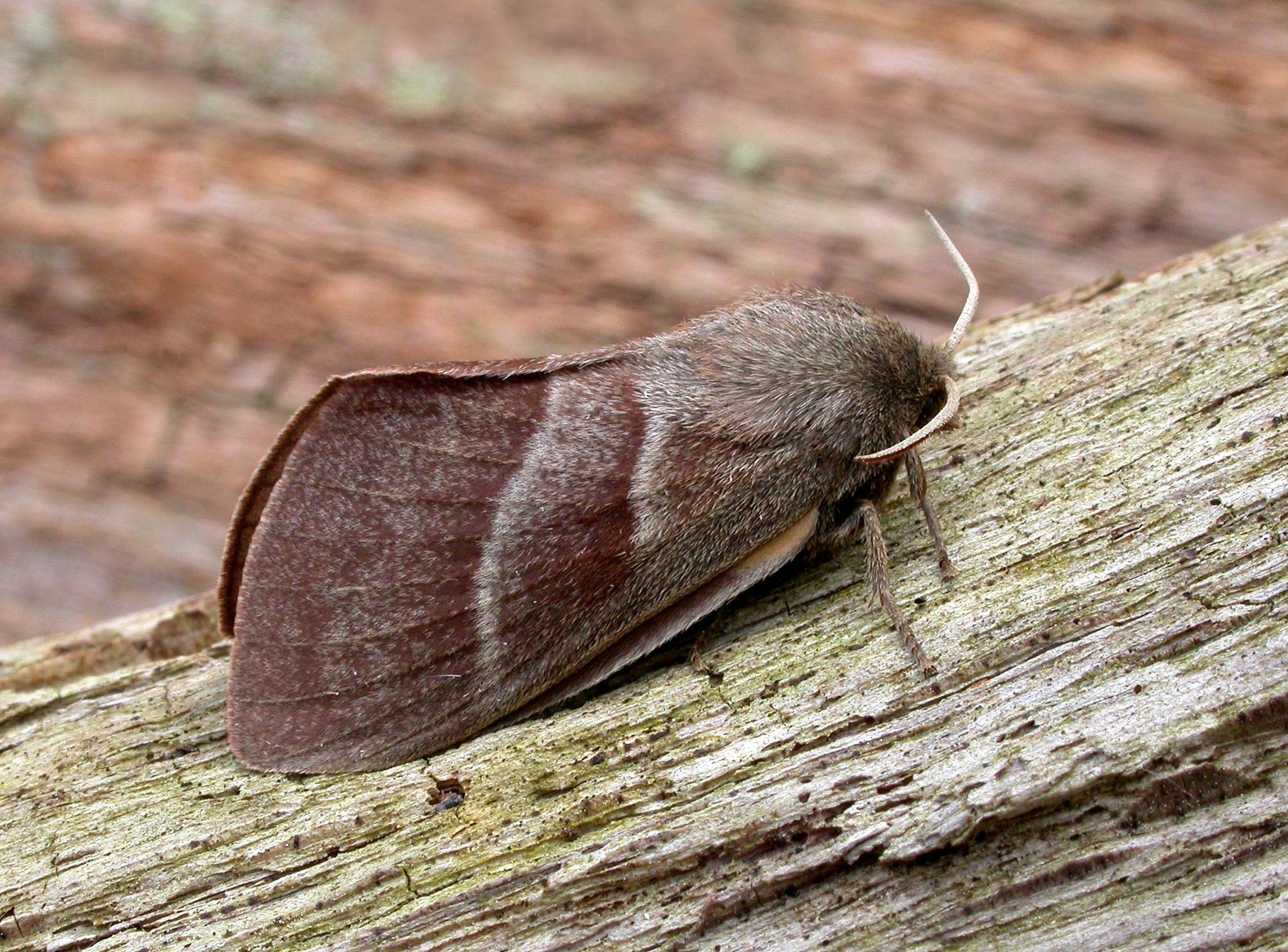
Samice při pohledu z boku
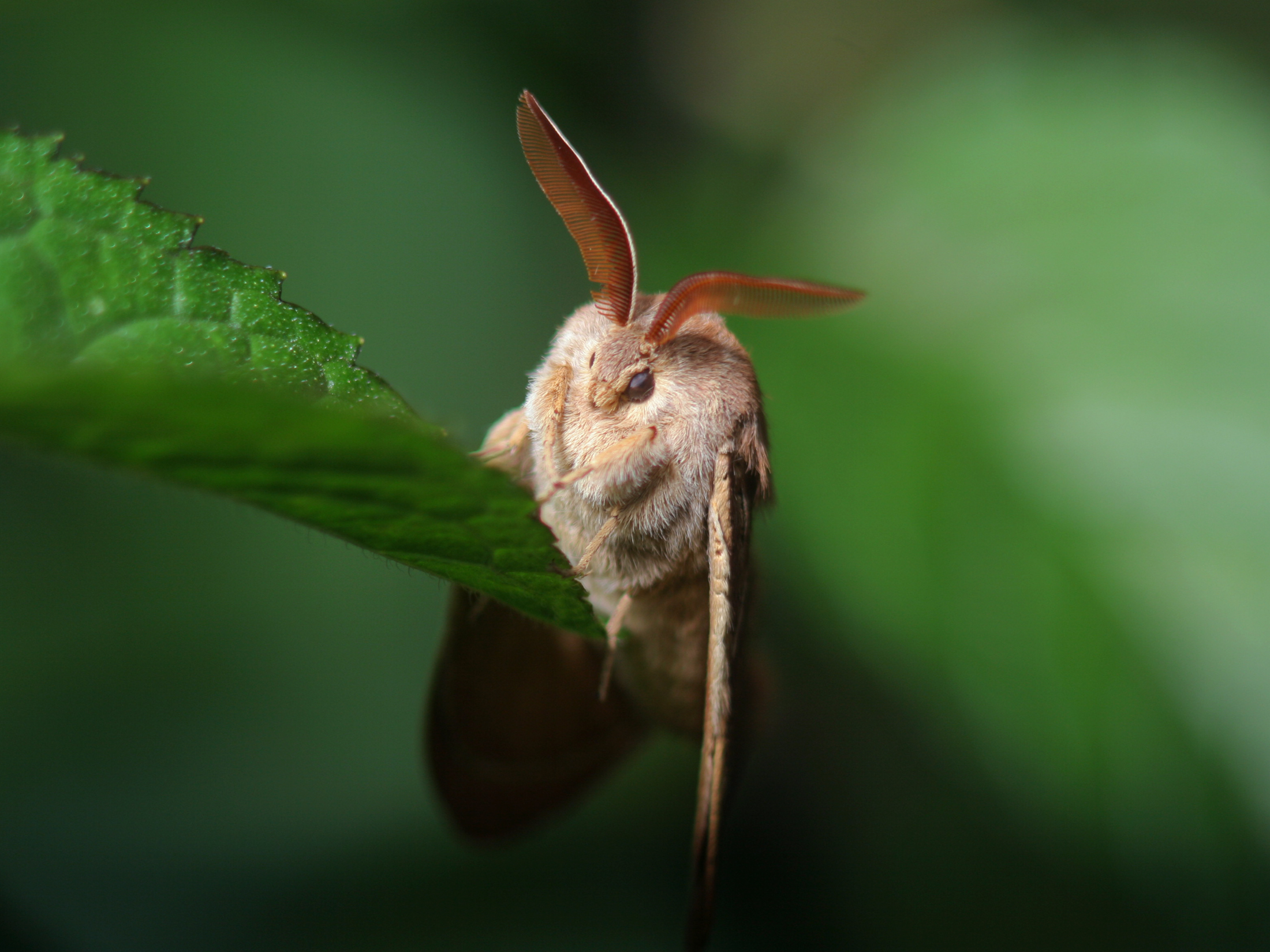
Samec
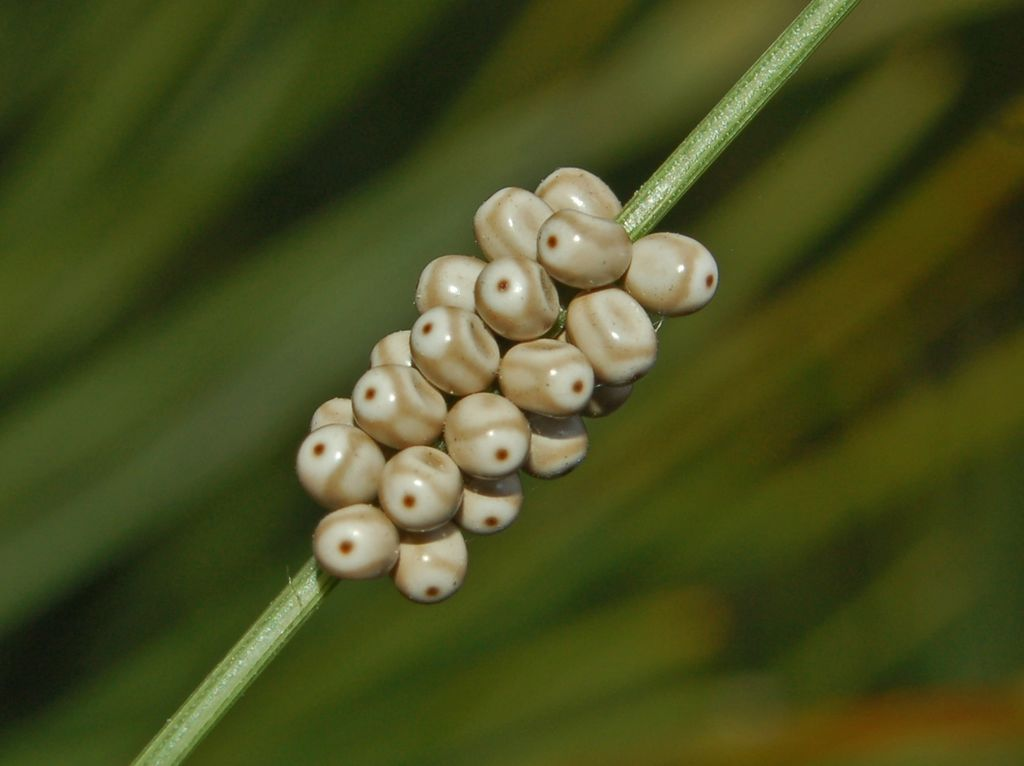
Snůška vajíček
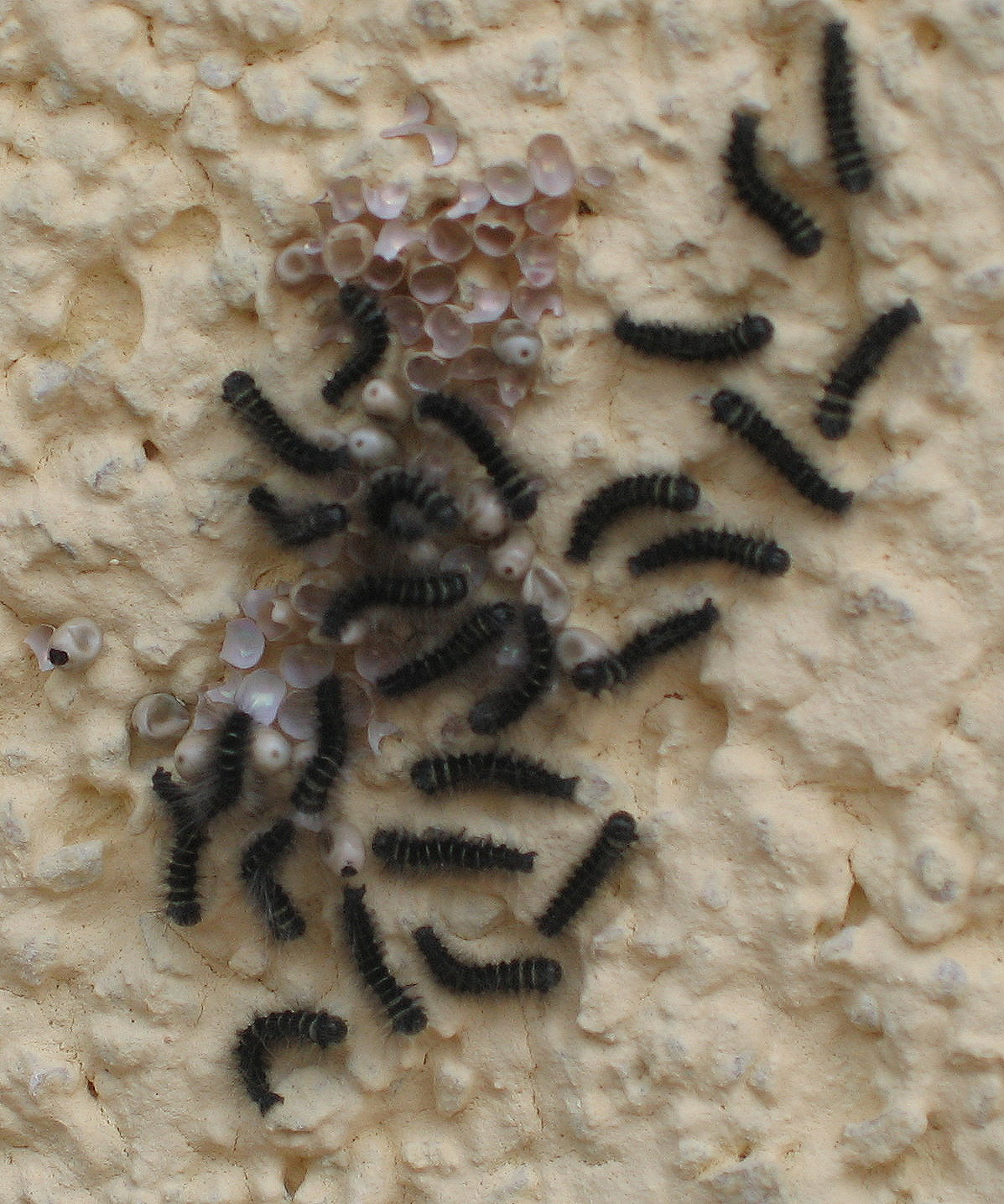
Právě vylíhnuté housenky
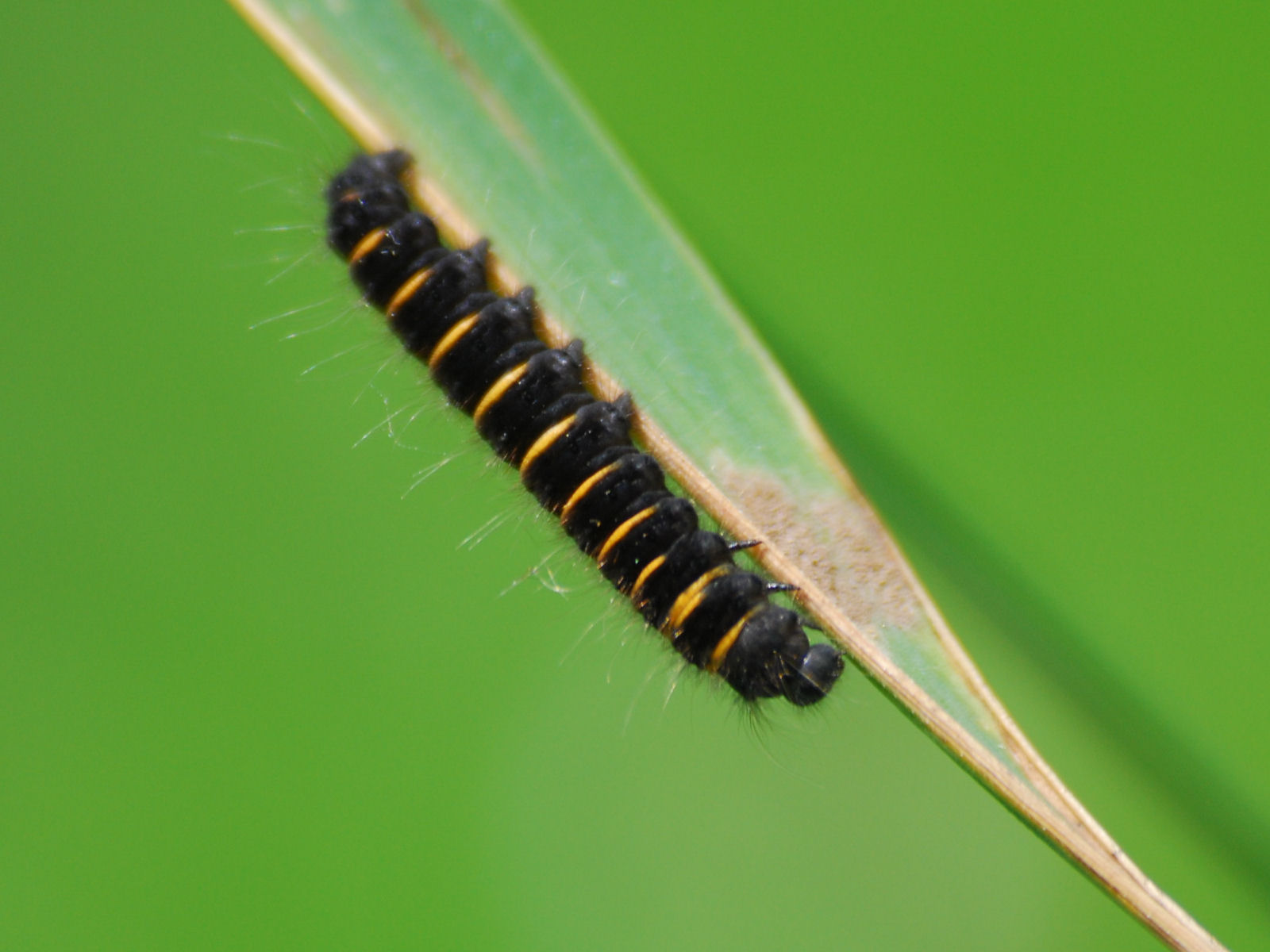
Mladá housenka
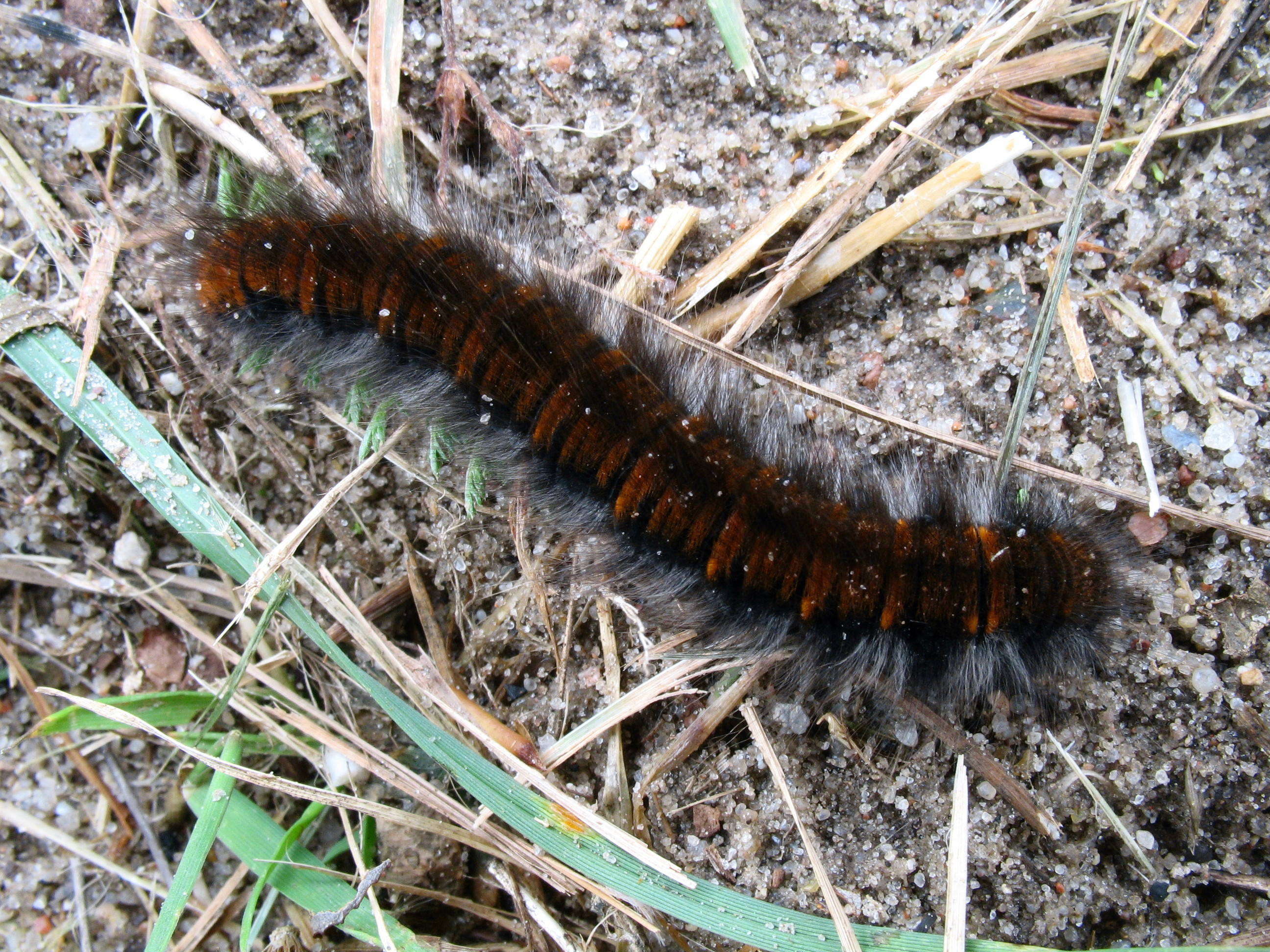
Dorostlá, putující housenka